# La canoíta fantasmática
La canoita fantasmática es el nombre de una figura espectral de las leyendas del folclor guayaquileño del Ecuador, la Dama de la Canoa, la cual navegaría en una canoa con un farol rodeado de moscas, en los ríos Guayas y Daule durante la medianoche y la madrugada. 
Este ser fantasmal rumbo fijo y que siempre repite con una voz femenina la frase "Aquí lo dejé, aquí lo maté, aquí lo he de hallar". La única forma de ahuyentarla sería insultándola con lo cual se alejaría para desaparecer en la oscuridad de la noche, se dice que es atraída por los barcos en los que oye o siente la presencia de niños pequeños.
Se dice que se trata de una chica muy guapa llamada Isabel esta mujer que ejerció la prostitución o también que tuvo relaciones carnales sin estar casada, al salir embarazada por la vergüenza de sus actos, dio a luz al niño en una canoa en el río, lo abandonó, arrepentida de lo que hizo, regresó y encontró a la criatura muerta, así que presa del miedo corto el cuerpo en pedazos para que nunca lo hallaran. Al poco tiempo la mujer murió y al presentarse ante Dios para su juicio, El le reclamó por el niño y como castigo la envió de regreso a buscar al niño por toda la eternidad, pero su presencia sería mal recibida, ya que además de su aspecto debía alertar a los hombres con la frase antes mencionada. Cuenta la leyenda que el espectro ya ha encontrado todo el cuerpo, pero le falta el dedo meñique de la mano derecha, el cual lo tiene Dios y nunca se lo va a devolver.
Esta leyenda es relatada en las crónicas de terror de finales del siglo XIX, se cree que la leyenda tiene un origen más antiguo posiblemente durante la época colonial, para ejemplificar el castigo de Dios a las mujeres que tenían relaciones pre y extramaritales.